# Giulia/Ti voglio dire
Giulia/Ti voglio dire è un 45 giri di Gianni Togni pubblicato nel 1984 dalla CGD.

## Tracce
Lato A
1. Giulia – 4:47

Lato B
1. Ti voglio dire – 4:35

## Curiosità
La traccia Giulia è stata remixata da DJ Lhasa insieme a Gabry Ponte nel 2003.